# Alfred Grenander
Alfred Grenander (26 juin 1863 à Skövde-14 mars 1931 à Berlin) est un architecte suédois qui a travaillé en Allemagne. D'abord tenté par le Jugendstil, il devint à partir de 1902 un représentant de l'architecture moderne.
Grenander est surtout connu pour la construction, entre 1902 et 1930, de stations du métro de Berlin. Une place de cette ville porte son nom depuis 2009.

## Biographie
Il était le fils de J.M.A. Grenander. Alfred Grenander a suivi une formation de maçon à Stockholm et a suivi des cours à l'Institut royal de technologie. À partir de 1885, il étudie à l'université technique de Charlottenburg, en Allemagne, avec Otto Spalding et Hermann Muthesius parmi ses condisciples. Il termine ses études en 1888 et travaille pour plusieurs cabinets d'architectes, dont Ludwig Heims, Alfred Messel et Wilhelm Martens, avant de commencer à travailler pour Paul Wallot en 1890. En 1896, il fonde avec Otto Spalding le cabinet d'architecture Spalding & Grenander, qui fonctionne de 1896 à 1903.
Grenander a été engagé en 1902 comme concepteur du métro de Berlin. En 1905, Grenander peut être considéré comme l'architecte en chef du métro, travaillant pour la Hochbahngesellschaft, la Nordsüdbahn AG et enfin la BVG. Jusqu'en 1931, Grenander a conçu environ 70 stations de métro Art nouveau et moderne classique à Berlin pour la Hochbahngesellschaft. Elles existent toujours dans un état plus ou moins original. Grenander a développé le concept des couleurs de reconnaissance, selon lequel chaque station se distingue clairement des précédentes par une couleur. Les couleurs étaient utilisées sur les quais avec leurs piliers et les panneaux de signalisation. Ce principe se retrouve encore en partie sur les lignes U2, U5, U6 et U8. Le travail de Grenander a influencé Bruno Grimmek lorsqu'il a conçu les stations de métro après la Seconde Guerre mondiale. 
En 1923, la congrégation suédoise Victoria de Berlin a loué le « Schwedenblock » sur le Südwestkirchhof à Stahnsdorf pour que les Suédois de Berlin aient leur propre cimetière. C'est là que Grenander a planifié la partie suédoise du cimetière. Il a également conçu le magnifique portail en fer forgé menant à la partie suédoise. Le temple de Diane, où l'envoyé Hans-Henrik von Essen (1873-1923) a été enterré à l'origine, a également été conçu par Grenander. Le cimetière a été inauguré au début du mois de décembre 1923.
En Suède, il a conçu trois maisons à Falsterbo, dont une de style romantique national, construite en 1922, la Wertheimshuset sur Storgatan, et une maison d'inspiration Art nouveau, la Villa Tångvallen, sur Fyrvägen, immédiatement au nord de Falsterbohus, construite en 1907.
Grenander a également conçu des ponts tels que le pont Gotzkowsky sur la Spree entre Moabit et Charlottenburg (1911) et le pont Schönfliesser à Prenzlauer Berg en 1912 à Berlin. Il a également conçu les bâtiments des usines Knorr-Bremse à Lichtenberg en 1908 et Loewe AG en 1916.

### Liens externes

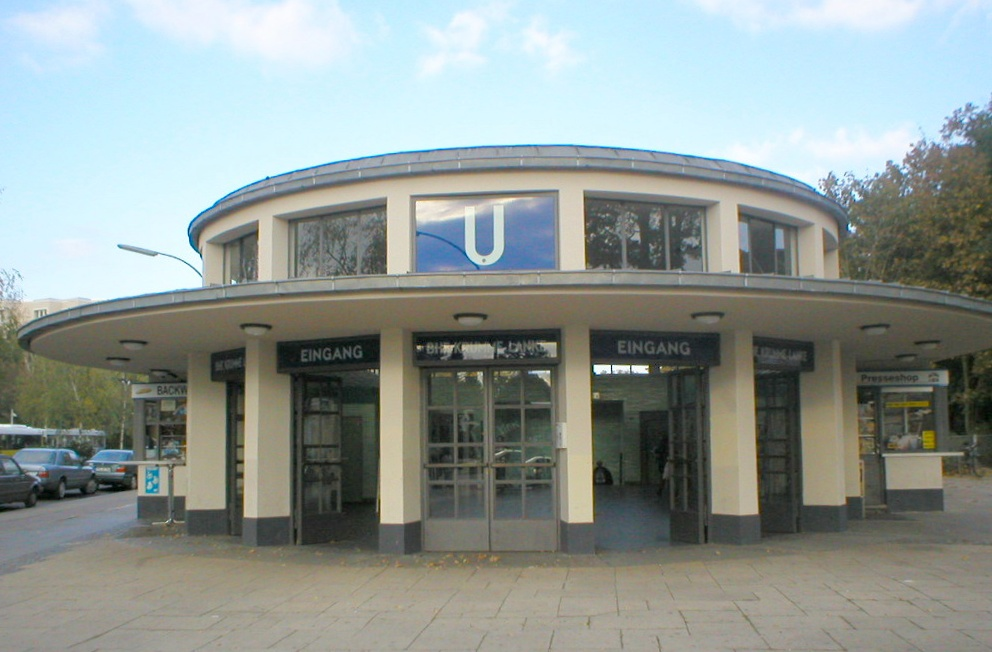
Entrée de la station Krumme Lanke à Berlin.

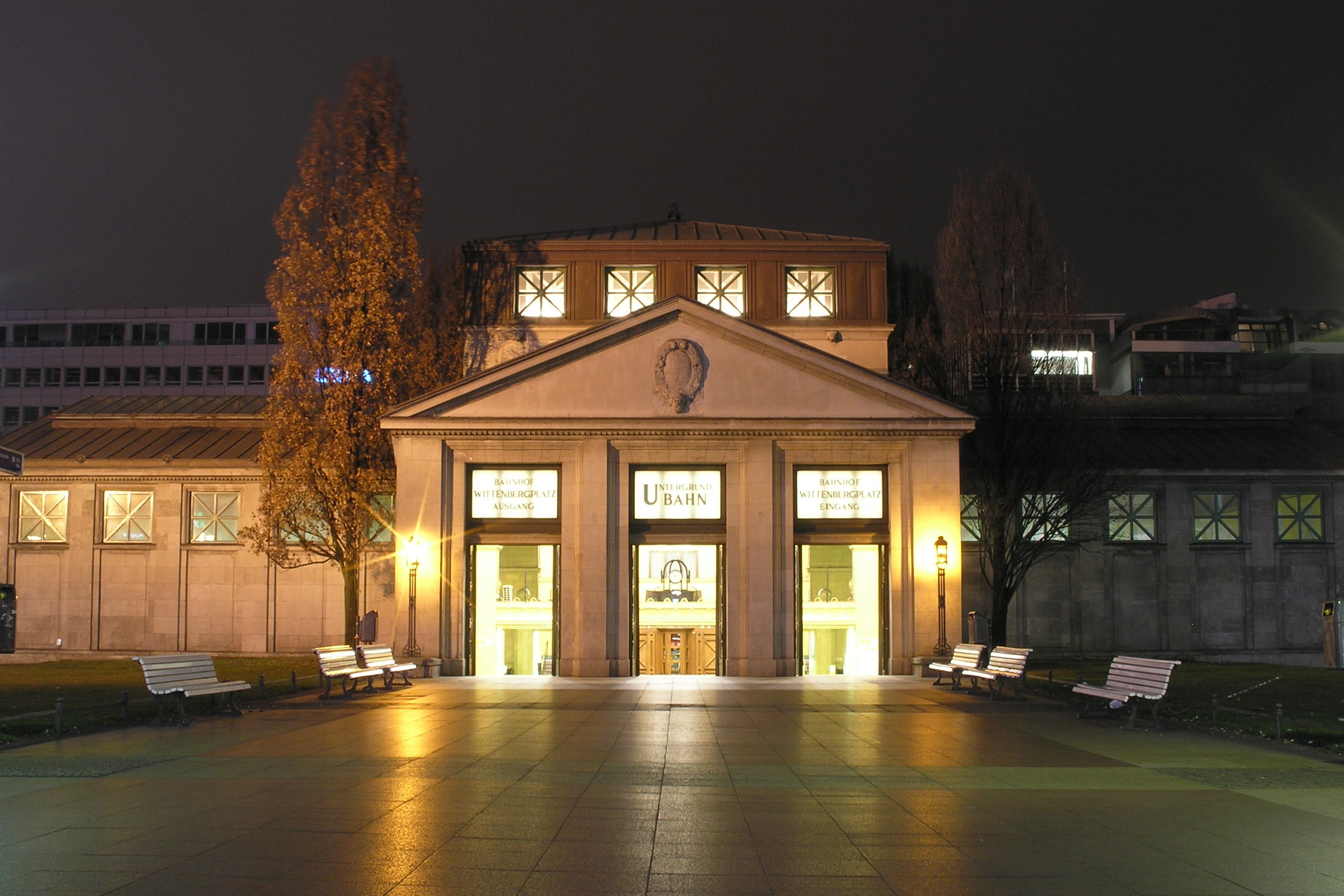
La station Wittenbergplatz à Berlin.